# Ylli Vejsiu
Ylli Vejsiu (yɫi vɛjsiu; Elbasan, 1941. december 6. – 2015. március 25.) albán matematikus, közgazdász, statisztikus, politikus, 1992–1993-ban Albánia oktatásügyi minisztere.

## Életútja
A közép-albániai Elbasan városában született. 1959-től a Tiranai Egyetem természettudományi karának hallgatója volt, matematikusi diplomáját 1963-ban szerezte meg. 1963-tól 1970-ig a matematikai tanszékcsoporton oktatott, majd 1973-ig a tiranai Számításmatematikai Központ kutatója volt. 1974–1975-ben a Gazdasági Nyilvántartó Központ programozási osztályát vezette, majd 1980-ig a Statisztikai Hivatal alkalmazásában főszakértőként dolgozott. Időközben 1977-ben megszerezte második, ipari közgazdászi diplomáját a Tiranai Egyetemen, ahol 1981-ben saját katedrát is kapott. 1989-ig oktatott az ipari közgazdaságtani tanszéken, 1990–1991-ben pedig az egyetem közgazdaság-tudományi karának dékánhelyettesi feladatait látta el. 1991-től 1993-ig a Népességtudományi Intézet igazgatói tisztét töltötte be. 1993 augusztusától 1997 szeptemberéig az Albán Tudományos Akadémia alelnöke volt.
A rendszerváltást követően, 1991-ben bekerült az albán nemzetgyűlésbe, 2001-ig az Albán Demokrata Párt képviseletében politizált. Aleksandër Meksi kormányában 1992. április 13-a és 1993. április 6-a között irányította az oktatásügyi tárca tevékenységét. 2001-ben a demokrata pártot elhagyó frakcióval tartott, a Megújult Demokrata Párt tagja lett, de a parlamentbe nem jutott be.

## Főbb művei
- Vladimir Misja – Ylli Vejsiu: Elemente të gjuhës algol zbatuar në modelet ekonomike-matematike (’Az ALGOL nyelv elemeinek alkalmazása gazdasági-matematikai modellszámításokban’). Tiranë: Universiteti i Tiranës “Enver Hoxha”. 1976.   154 o.
- Vladimir Misja – Ylli Vejsiu: Shtrime dhe zgjidhje problemesh në lëmin e informatikës ekonomike (’Problémák feltárása és megoldása a gazdasági informatika területén’). Tiranë: Universiteti i Tiranës. 1981.   128 o.
- Vladimir Misja – Ylli Vejsiu: Zhvillimi demografik pasqyrë e transformimeve ekonomiko-shoqërore në RPSSH (’Gazdasági-társadalmi átalakulás az Albán Szocialista Népköztársaságban a népességmozgás tükrében’). Tiranë: Shtëpia Qëndrore e Krijimtarisë Popullore. 1982.   74 o.
- Vladimir Misja – Ylli Vejsiu: Kritika e teorive borgjezo-revizioniste për demografinë (’A burzsoá-revizionista demográfiai elméletek bírálata’). Tiranë: Universiteti i Tiranës. 1983.   164 o.
- Vladimir Misja – Ylli Vejsiu: Shndërrimet demografike të familjes në RPSSH (’A családok demográfiai átalakulása az Albán Szocialista Népköztársaságban’). Tiranë: Universiteti i Tiranës. 1984.   186 o.
- Vladimir Misja – Edmond Luçi – Ylli Vejsiu – Tomor Cerova: Ekonomia e industrisë (’Ipari közgazdaságtan’). Tiranë: Universiteti Shtetëror i Tiranës. 1985.   310 o.
- Vladimir Misja – Ylli Vejsiu – Arqile Bërxholi: Popullsia e Shqipërisë: Studim demografik (’Albánia népessége: Demográfiai tanulmány’). Tiranë: Universiteti i Tiranës. 1987.   409 o.
- Vladimir Misja – Ylli Vejsiu – Spiro Brumbulli: Ekonomia e industrisë: Shtrim dhe zgjidhje problemash (’Ipari közgazdaságtan: A problémák felismerése és megoldása’). Tiranë: SHBLU. 1989.   432 o.
- Vladimir Misja – Edmond Luçi – Ylli Vejsiu: Ekonomia e industrisë dhe efektiviteti i investimeve (’Az ipari közgazdaságtan és a befektetések hatékonysága’). Tiranë: SHBLU. 1991.   223 o.